# Парень с того света
«Парень с того света» (англ. My Boyfriend's Back) — американский художественный фильм в жанре комедии режиссёра Боба Балабана. Премьера состоялась 6 августа 1993 года.

## Сюжет
Комедия о том, как подросток по имени Джонни Дингл, который умер, воскресает в виде зомби и хочет восстановить любовные отношения, которые были у него до смерти с девушкой Мисси Маклауд.

## В ролях
- Эндрю Лоури — Джонни Дингл
- Трейси Линд — Мисси Маклауд
- Дэнни Цорн — Эдди
- Эдвард Херрманн — мистер Дингл
- Мэри Бет Хёрт — миссис Дингл
- Джей О. Сандерс — шериф МакКлауд
- Мэттью Фокс — Бак ван Паттен
- Филип Сеймур Хоффман — Чак Бронски
- Пол Дули — Большой Чак
- Клорис Личмен — Мэгги, эксперт по зомби
- Мэттью Макконахи — Парень №2